# Lipsothrix yamamotoana yamamotoana
Lipsothrix yamamotoana yamamotoana is een ondersoort van de tweevleugelige Lipsothrix yamamotoana uit de familie steltmuggen (Limoniidae). De soort komt voor in het Palearctisch gebied.